# Wahlen in Haiti 1990

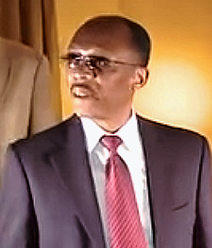
Jean-Bertrand Aristide

Die Wahlen in Haiti 1990 waren die ersten tatsächlich demokratisch abgehaltenen Wahlen, die in Haiti seit Erlangung der Unabhängigkeit abgehalten wurden. Sie fanden im Dezember 1990 (mit einer Stichwahl zu den Kammern des Parlaments im Januar 1991) unter der kommissarischen Präsidentschaft von Ertha Pascal-Trouillot, der ersten Präsidentin Haitis, statt. Aus den Wahlen ging der Kandidat der Partei Fanmi Lavalas, Jean-Bertrand Aristide, als Sieger hervor.

## Hintergrund
Mit der Annahme der Verfassung von Haiti 1987 am 29. März 1987 mit 99,8 Prozent Zustimmung trat Haiti förmlich in den Übergang zur Demokratie ein. Dieser Übergang von Willkür zu Rechtsstaatlichkeit wurde von gewalttätigen, auch blutigen Auseinandersetzungen begleitet. Eine vorhergehende Wahl im November 1987 wurde angesichts eines Massakers abgebrochen.
Die am 16. Dezember 1990 (erster Wahlgang) und 20. Januar 1991 (Stichwahl) demokratisch gewählten Amtsinhaber traten ihre Mandate am 7. Februar 1991 an.
Dieser erste demokratische Ansatz blieb kurz. Ein blutiger Staatsstreich von General Raoul Cédras beendete ihn am 30. September 1991 brutal.

## Zeitlicher Ablauf der Wahlen
- 16. Dezember 1990: Erster Wahlgang für die Präsidentschaft und beide Kammern des Parlaments.
- 24. Dezember 1990: Der provisorische Wahlrat (CEP) bestätigt den Sieg des Priesters Jean-Bertrand Aristide in der Präsidentschaftswahl.
- 6./7. Januar 1991: Versuchter Staatsstreich durch Roger Lafontant.
- 20. Januar 1991: Stichwahlen für Senat und Abgeordnetenkammer.
- 7. Februar 1991: Amtseinführung und Eidesleistung des neuen Präsidenten Aristide. René Préval wird als Premierminister nominiert.

## Wahlergebnisse
Die Wahlbeteiligung lag bei 50 Prozent der registrierten Wahlberechtigten.

### Präsidentschaftswahl
| Kandidat               | Partei, Parteienbündnis, politische Plattform              | Stimmen   | Prozent |
| ---------------------- | ---------------------------------------------------------- | --------- | ------- |
| Jean-Bertrand Aristide | Front National pour le Changement et la Démocratie (FNCD)  | 1.107.125 | 67,48   |
| Marc Bazin             | Alliance Nationale pour la Démocratie et le Progrès (ANDP) | 223.277   | 14,22   |
| Louis Déjoie Jr.       | Parti Agricole et Industriel National (PAIN)               | 80.057    | 4,88    |
| Hubert de Ronceray     | Mobilisation pour le Développement National (MDN)          | 54.871    | 3,34    |
| Sylvio Claude          | Parti Démocrate-Chrétien d’Haïti (PDCH)                    | 49.149    | 3,00    |
| andere Bewerber        | andere Bewerber                                            | < 31.000  | < 2,00  |
| gesamt                 | gesamt                                                     | 1 640 729 | 100     |

### Parlamentswahl
| Partei                                                                         | Sitze Abgeordnetenkammer | Sitze Senat |
| ------------------------------------------------------------------------------ | ------------------------ | ----------- |
| Front National pour le Changement et la Démocratie (FNCD)                      | 27                       | 13          |
| Alliance Nationale pour la Démocratie et le Progrès (ANDP)                     | 17                       | 6           |
| Parti Agricole et Industriel National (PAIN)                                   | 6                        | 2           |
| Parti Démocratique Chétien d’Haïti (PDCH)                                      | 7                        | 1           |
| Rassemblement des Démocrates Nationaux Progressistes (RDNP)                    | 6                        | 1           |
| Mobilisation pour le Développement National (MDN)                              | 5                        | --          |
| Parti National du Travail (PNT)                                                | 3                        | 1           |
| Mouvement pour la Reconstruction Nationale (MRN)                               | 1                        | 2           |
| Mouvement de la Libération d'Haïti/Parti Révolutionnaire d'Haïti (MODELH/PRDH) | 2                        | --          |
| Mouvement Koumbite National (MKN)                                              | 2                        | --          |
| unabhängige Bewerber                                                           | 5                        | 1           |
| gesamt                                                                         | 81                       | 27          |

Zwei Sitze blieben in der 83 Mitglieder umfassenden Abgeordnetenkammer unbesetzt, da Nachwahlen durchzuführen waren.